# Lego Legends of Chima
 (juin 2020).
 (juin 2020).
La mise en forme du texte ne suit pas les recommandations de Wikipédia : il faut le « wikifier ».
Les points d'amélioration suivants sont les cas les plus fréquents. Le détail des points à revoir est peut-être précisé sur la page de discussion.
- Les titres sont pré-formatés par le logiciel. Ils ne sont ni en capitales, ni en gras.
- Le texte ne doit pas être écrit en capitales (les noms de famille non plus), ni en gras, ni en italique, ni en « petit »…
- Le gras n'est utilisé que pour surligner le titre de l'article dans l'introduction, une seule fois.
- L'italique est rarement utilisé : mots en langue étrangère, titres d'œuvres, noms de bateaux, etc.
- Les citations ne sont pas en italique mais en corps de texte normal. Elles sont entourées par des guillemets français : « et ».
- Les listes à puces sont à éviter, des paragraphes rédigés étant largement préférés. Les tableaux sont à réserver à la présentation de données structurées (résultats, etc.).
- Les appels de note de bas de page (petits chiffres en exposant, introduits par l'outil «  Source ») sont à placer entre la fin de phrase et le point final[comme ça].
- Les liens internes (vers d'autres articles de Wikipédia) sont à choisir avec parcimonie. Créez des liens vers des articles approfondissant le sujet. Les termes génériques sans rapport avec le sujet sont à éviter, ainsi que les répétitions de liens vers un même terme.
- Les liens externes sont à placer uniquement dans une section « Liens externes », à la fin de l'article. Ces liens sont à choisir avec parcimonie suivant les règles définies. Si un lien sert de source à l'article, son insertion dans le texte est à faire par les notes de bas de page.
- La présentation des références doit suivre les conventions bibliographiques. Il est recommandé d'utiliser les modèles {{Ouvrage}}, {{Chapitre}}, {{Article}}, {{Lien web}} et/ou {{Bibliographie}}. Le mode d'édition visuel peut mettre en forme automatiquement les références.
- Insérer une infobox (cadre d'informations à droite) n'est pas obligatoire pour parachever la mise en page.

Pour une aide détaillée, merci de consulter Aide:Wikification.
Si vous pensez que ces points ont été résolus, vous pouvez retirer ce bandeau et améliorer la mise en forme d'un autre article.
Lego Legends of Chima est un thème Lego et dessin animé produit par Cartoon Network de 2013 à 2014 (même si des produits dérivés sont sortis en 2015),.Ce dessin animé parle d’animaux anthropomorphes qui vivent dans un monde magique qui tourne autour des sphères de Chi (cristaux magiques permettant aux animaux d'être plus puissants, ces cristaux doivent être équitablement répartis par tribu),.
Ceci est la description officielle de LEGO retrouvée sur un autre wiki. (Le site officiel n'est plus disponible.)
Dans le monde mystérieux de Chima, des tribus d'animaux luttent pour une précieuse source d'énergie appelée le Chi. Démultipliant les pouvoirs, le Chi booste les animaux et les véhicules afin de libérer toute leur puissance. Depuis la nuit des temps, la paix règne sur ce monde animal et le Chi a toujours été distribué équitablement par les protecteurs de cette source magique : la tribu Lion. Mais désormais, Cragger le jeune prince de la tribu Crocodile, tente de déstabiliser cet équilibre pacifique et réclame le contrôle du surpuissant Chi. Le monde de Chima est sur le point de s'enfoncer dans une féroce bataille entre le Bien et le Mal.
C'est ensuite de Terres Lointaines que vient la menace contre Chima. Afin de libérer les Animaux Légendaires, Laval et ses amis partent dans le Royaume oublié, car le Chi a cessé de couler du Mont Cavora.
Et pour finir, nos héros affrontent les tribus de glace qui veulent plonger Chima dans un long hiver glacial, aidés des phénix et de leurs précieux Chi de feu,,,.

## Fiche technique

### Producteur
- Lotte Kronborg[9]

### Réalisateurs
- Phillip Berg
- André Bergs
- Thomas Mikkelsen
- Peder Pedersen[9]

### Scénaristes
- Tommy Andreasen
- Thomas Sebastian Fenger
- John Derevlany

#### Casting français
- Alexis Flamant: Laval
- Arnaud Crèvecœur
- Aurélien Ringelheim
- Erwin Grunspan
- Jean-Michel Vovk: Cragger
- Laurence Stévenne: Eris
- Ludovic Faussillon
- Monia Douieb
- Nicolas Matthys
- Sébastien Hébrant
- Michel Hinderyckx
- Philippe Résimont
- Karin Leclercq
- Nathalie Stas

#### Casting anglais[9]
- David Attar
- Bethany Brown
- Bill Courage
- Jesse Inocalla
- Megan Kinsley
- Michael Patric
- Scott Shantz
- Jeff Evans Toddz

## Les tribus

### Les tribus d'origine

#### La tribu desLions
Les lions sont la tribu la plus importante de Chima. Ils vivent dans la cité des Lions et sont chargés de protéger le Chi. C'est une royauté dirigée par le roi Lagravis ; la reine est inconnue. Une théorie des fans voudrait que la reine se nomme Leona et qu'elle mourut à la naissance de Laval.
Les membres de la tribu sont :

Figurine de Laval issu LION LEGEND BEAST - 70123. Il est armé d'un bouclier et d'une épée Vaillant royal,.

- Lagravis : le roi de la tribu Lion, il est le père de Laval et le frère de Lavertus[14]. Il est décrit comme très sérieux et sans sens de l'humour au cours des épisodes;
- Laval : personnage principal de la série. Il est le meilleur ami de Cragger, le prince crocodile et l’antagoniste principal de la saison 1. Laval est un personnage enfantin qui aime s'amuser et peut se révéler irresponsable. Il évoluera au long de la série et apprendra le rôle de roi[15],[16] ;
- Leonidas : soldat lion, il se distingue des autres soldats par ses dents difformes[17]. Dans la série, son caractère n'est pas développé. Cependant dans l'encyclopédie des personnages[18], nous apprenons qu'il est intrépide et qu'il a toujours besoin d'instruction ;
- Longtooth : tout comme Leonidas dans la série, son caractère n'est pas développé. Cependant dans l'encyclopédie des personnages[19], nous apprenons que c'est un lion plutôt âgé et qu'il porte des cicatrices de nombreuses batailles ;
- Lennox : tout comme Leonidas et Longtooth dans la série, son caractère n'est pas développé. Cependant dans l'encyclopédie des personnages [19] et le webpisode[20], nous apprenons qu'il aime rouler vite et qu'il est bon mécanicien ;
- Lavertus : l'oncle de Laval et frère de de Lagravis exilé[21],[22] à tort [23]. Dans sa jeunesse, il était amoureux de la reine Crunket. Le roi Crominus, étant lui aussi amoureux, hypnotisa Lavertus pour qu'il vole du Chi, un crime grave[24] à Chima. Pour cela, Lavertus est condamné à l'exil [25]. Il la vivra dans le royaume oublié, mais viendra néanmoins participer à des courses de speedorz avec les autres tribus sous l'identité secrète de Sombre Vent ;
- Li'ella : fille adoptive de Tormark. Elle a vécu des milliers d’années sur le mont Cavora avec les tigres et les phénix[26].

#### La tribu desCrocodiles
Les crocodiles sont les premiers antagonistes de la première saison. Après la disparition du roi Crominus et de la reine Crunket dans le ravin de la profondeur éternelle après un combat contre les lions,, Crooler, la sœur de  Cragger, le manipulera avec une plante de persuasion, pour déclarer la guerre aux lions avec les loups et les corbeaux. Ils seront par la suite alliés aux lions dans les saisons 2 et 3 (et quelques épisodes de la saison 1 pendant lesquelles Crooler ne manipule pas son frère).
Les membres de la tribu sont :
- Crominus, le roi de la tribu Crocodile, l'époux de Crunket et le père de Cragger et Crooler. Crominus et Crunket sont toujours vivants et espèrent trouver une sortie. Avant sa disparition, il voulait avertir Cragger de ne surtout pas écouter sa sœur, mais n'en a pas eu le temps[32],[29]. Lorsqu'il était  jeune, Crominus et Lagravis étaient amis[33] ;
- Crunket, la reine de la tribu Crocodile, l'épouse de Crominus et la mère de Cragger et Crooler[32]. Elle fut amoureuse de Lavertus[34] ;
- Crooler, la princesse de la tribu Crocodile, la fille de Crominus et la sœur jumelle de Cragger[35] (même si en pratique non)[9]. À la disparition de ses parents, elle utilise une fleur magique (fleur de persuasion) qui lui permet de manipuler son frère devenu roi. L'histoire de sa naissance est racontée dans l'épisode 17 Laval en exil et dans l'encyclopédie. Crooler aurait éclos un peu avant Cragger (mais personne ne l'a vue). Elle aurait provoqué la chute de l'œuf de Cragger. Crunket accourut et l'œuf a éclos dans ses mains[36]. Elle essayera de s'allier à la tribu Araignée dans l 'épisode 22[37] ;
- Cragger, le prince de la tribu Crocodile, le fils de Crominus et Crunket, le frère jumeau de Crooler et l'ancien meilleur ami de Laval. À la disparition de ses parents, il est manipulé par sa sœur et déclare la guerre à la tribu Lion afin de s'emparer du CHI et se venger[38]. Dans les saisons 2 et 3, il sera allié à Laval ;
- Crug et Crawley : soldats pas très malins mais forts (souvent un ressort comique) [39].

#### La tribu desAigles
La tribu des aigles vit dans La citadelle des Aigles,,. C'est un peuple cultivé, et allié aux lions,,. Dans la citadelle, il y a une bibliothèque.
Les membres de la tribu sont :
Eris : jeune aigle courageuse et amie de Laval. Elle est intelligente et cultivée. C'est l'un des personnages principaux. (C'est d’ailleurs le premier personnage que l'on voit.),,,,, ;
Equila : un aigle et le présentateur de courses de speedors (véhicule de Chima ). Selon les fans, il est le frère ainé d'Eris ,, ;
Eglor : un aigle qui aime les mathématiques  ;
Ewar : soldat aigle ;
Ewald : chef de la tribu,,.

#### La tribu desCorbeaux
Les corbeaux sont la tribu la plus sournoise de Chima et résident dans la casse des corbeaux comme une ville dans le désert. Ils agissent tous comme des voleurs et ils ont une attirance pour les objets brillants.
Les membres de la tribu sont :
Razar : membre le plus connu de la tribu corbeau. Il est rusé et est prêt à tout pour arnaquer la moindre personne qu’il croise. Ses congénères, Rizzo, Razcal et Rawzom en font de même.
Rawzom : le roi officieux de la tribu des corbeaux.
Razcal : le comptable de la tribu des corbeaux. Il est très gourmand, comme Razar, mais semble aussi être sa conscience.

#### La tribu desGorilles
Les gorilles sont connus pour leur passion pour les fleurs et les fruits, et ils vivent dans la forêt des gorilles. Ils prononcent souvent le mot "mec", qui selon Laval a plus de 1500 sens dans leur langue. Leurs maisons sont suspendues aux arbres et sont faites de fruits. Les gorilles sont tous des praticiens de l'art de la "douceur" et cherchent à atteindre l'illumination au sommet de la "Tour florale", une fleur massive qu'ils font pousser.
Gorzan : chef de la tribu gorille, vigilant sur la protection de la nature, il a un était d’esprit détendu, cool mais se bat lorsque c’est nécessaire.
G’loona : jeune gorille femelle fascinée par les talents de Gorzan et d’Eris (tribu aigle).
Grumlo : frère aîné de Gorzan.
Grizzam : unique gorille blanc de la tribu.

#### La tribu desLoups
Les loups sont une tribu nomade qui n'a guère besoin d'un chef car, en tant que meute, ils pensent tous de la même manière. Cependant, ils choisissent un loup pour gérer les négociations avec "les autres" avec lesquels ils entrent en contact. La tribu des loups est destructrice et plusieurs de ses membres sont connus pour aimer infliger de la douleur. Les loups vénèrent une grande "mère loup" dont la "canine mère" leur a été laissée pour fournir de la lumière dans les ténèbres et est donc traitée comme un artefact sacré.
Worriz : chef de la tribu loup, il est assoiffé de vengeance. Il trahit facilement les autres tribus sous ses airs assez drôles.
Wakz : Le vénérable des loups. Il est reconnaissable à sa moustache blanche.
Wilhurt : le loup noir. Il est le cruel second de Worriz. Nul ne lui parvient à la cheville au combat.
Winzar : un loup balafré à l'œil gauche.
Windra : la seule femelle connue de la tribu. Une des louves au cœur le plus noir de la tribu.
Wonald : jeune loup. Contrairement aux autres loups, il est sympa et végétarien : ses fruits préférés sont les bananes, un point commun qu'il partage avec les gorilles.

#### La tribu desOurs
Les ours sont une des tribus de Chima qui sont alliées aux Lions. La tribu des ours est très somnolente et peut dormir en toutes circonstances. Pour cette raison, ils dorment pendant de nombreuses batailles et s'endorment même pendant les courses de Speedorz. En tant que tels, les autres tribus les considèrent souvent comme des paresseux. En fait, les ours sont capables d'utiliser le sommeil pour entrer dans un monde de rêve qui leur permet de communiquer entre eux et avec l'ours légendaire. Le seul moyen de les réveiller est de leurs chuchoter à l’oreille. La tribu des ours montre plus tard un côté furieux et agressif au combat lorsque la tribu des ours des glaces est réveillée.
Bladvic : Il est le prince de la surprenante tribu ours. Il porte un casque.
Balkar : Balkar est le roi de la tribu des ours avec une fourrure marron clair.
Bungey : Bungey est membre de la tribu des ours avec une fourrure marron clair et un museau marron foncé.
Bumpy : Bumpy est membre de la tribu des ours.
Bozy : Bozy est membre de la tribu des ours.
Buchuma : Buchuma est membre de la tribu des ours qui ressemble beaucoup à Bozy.
Bulkar : Bulkar est membre de la tribu des ours à la fourrure brune.

#### La tribu desRhinocéros
Les rhinocéros sont la tribu la plus stupide de Chima. Ils résident dans une carrière où ils sont connus pour casser des roches. Les rhinocéros ne savent pas que le monde est fait de roches et ils pensent que les roches peuvent les rendre riches. Il a également été démontré que les rhinocéros peuvent être soudoyés aux côtés de n'importe qui en leur donnant des pierres. Ils semblent aimer beaucoup la tribu des mammouths, bien que cela ne se voit que lorsque leur intelligence n'est pas renforcée par la présence du rhinocéros légendaire.

#### La tribu desCastors
Breezor : il est le seul membre connu de la tribu Castor. Tout comme ses congénères, il adore réparer.

### Les tribus du Royaume oublié

#### La tribu desScorpions
Les Scorpions semblent être la principale tribu du royaume oublié. Ils ont une sorte de venin dans leur queue qui leur permet de contrôler les esprits qu'ils utilisaient autrefois pour contrôler le corbeau légendaire et le loup légendaire. Razar a décrit le venin de la tribu des scorpions comme étant similaire à une fleur de persuasion. Les Scorpions pensent que le "Grand Scorpion" a largué des Orbes de Chi du ciel (même si c'était Laval). Ils adorent le Grand Scorpion en construisant une statue en utilisant Golden Chi volé par le corbeau légendaire. Les Scorpions vivent dans un camp dans les Terres Lointaines.
Scorm : C'est le roi scorpion, comme toute sa tribu, ains que  celles des Chauve-souris et des Araignées, il a absorbé du Chi quand Laval en a accidentellement fait tomber dans le ravin, pour se transformer en créature humanoïde semblable aux autres tributs de Chima. Contrairement à ses congénères, Scorm possède une armure dorée et non argentée (voir grise). C'est un antagoniste majeur de la 2e saison (aux côtés de Spinlyn la reine Araignée) puis il sera capturé par Sir Fangar dans la 3e saison, lui et les autres tribus du royaume oublié étant restés coincés dans une grotte à la fin de la 2e saison là où bien plus profondément étaient enfermées les tribus des glaces. C'est d'ailleurs de par sa faute que ces tribus se sont réveillées. Son but premier était de récupérer tout le Chi car les tribus du royaume oublié étaient assoiffées de Chi, mais après les évènements de la 3e saison il devint allié des tribus de Chima (il est vu dans un épisode spécial Noël aux côtés de toutes les autres tribus y compris celles des glaces). Il est persuadé que celui qui a envoyé le Chi qui leur permit de se transformer est "Le Grand Scorpion", sujet épineux et qui mène souvent à des conflits avec Spinlyn qui elle, considère que c'est une araignée.
Scutter : Un scorpion à l'allure unique (si ce n'est le seul vu dans la série) à garder ses pattes de scorpion tout en ayant le haut de son corps humanoïde. Il est loyal envers son roi et sera le premier à proposer à Scorm du Chi pour se venger de Laval et ses amis, ce que Scorm refusera.
Scolder : Un guerrier scorpion basique.
Scrug : Un guerrier scorpion basique.
Leurs apparences changent au cours de la série en effet dès leur première apparition, leurs dents du milieu sont situées au-dessus des yeux et non en dessous.

#### La tribu desAraignées
Les araignées font partie des tribus du royaume oublié. Ils peuvent tisser des toiles à partir de leurs jambes et les tirer sur leurs ennemis. La tribu des araignées a utilisé ses toiles pour piéger de nombreux animaux légendaires. Comme les Scorpions, ils croyaient à l'origine qu'une grande créature était chargée de leur fournir le Chi qui a conduit à leur évolution qui était en fait Laval. Cependant, ils croient en une grande araignée plutôt qu'en un scorpion même s'il s'agissait d'un lion.
Spinlyn : C'est la reine araignée, comme toute sa tribut, des Chauve-souris et des Scorpions, elle a absorbé du Chi quand Laval en a accidentellement fait tomber dans le ravin. Contrairement à ses congénères, Spinlyn possède toujours ses pattes d'araignée et son abdomen. C'est une antagoniste majeur de la 2e saison (aux côtés de Scorm le roi Scorpion) Elle adore se faire belle et se considère comme tel, bien qu'elle soit laide (un miroir s'est immédiatement brisé en deux quand elle s'est regardée dedans). Elle est persuadée que celui qui a envoyé le Chi qui leur permit de se transformer est "La Grande Araignée", sujet épineux et qui mène souvent à des conflits avec Scorm qui lui, considère que c'est un scorpion.
Sparratus : C'est un guerrier Araignée et bien qu'il ne possède plus ses pattes d'araignée, il est celui qui est le plus avancé biologiquement (on considère que plus la créature transformée est humanoïde, plus elle est avancée); il est dit qu'il envie aux autres araignées car ils ont encore leurs pattes.
Sparacon : Guerrier Araignée basique.

#### La tribu desChauve-souris
Les chauves-souris ont la capacité de créer un amas de chauves-souris pour former le "Nuage Noir" mais celles qui composent ce Nuage semble être différentes des soldats basiques.
Braptor : C'est le roi Chauve-souris, comme toute sa tribu, ainsi que celles des Scorpions et des Araignées, il a absorbé du Chi quand Laval en a accidentellement fait tomber dans le ravin, pour se transformer en créature humanoïde semblable aux autres tributs de Chima. Contrairement à Scorm et Spinlyn, Braptor ne semble pas avoir d'intérêt à démontrer qui est celui qui a envoyé le Chi qui leur permit de se transformer, il cherchera d'ailleurs à calmer une dispute entre les deux autres chefs à ce sujet.
Blista : c'est un guerrier chauve-souris basique.

### Les tribus de Feu

#### La tribu desPhénix
Les Phénix sont la principale tribu des Tribus du Feu, et la tribu la plus ancienne et la plus avancée de Chima. Leur temple, le temple du phénix, est situé sur le mont Cavora, et ce depuis les temps anciens où Cavora était une montagne ordinaire. Anciennement, les Phénix se chargeaient d'éduquer les autres tribus et de les aider dans leur progression. Cependant, Sir Fangar de la tribu des tigres à dents de sabre a été corrompu par ses nouvelles connaissances et a mené sa propre tribu, la tribu des mammouths et la tribu des vautours dans une guerre contre le reste de Chima. Afin de les arrêter, les phénix ont utilisé huit artefacts anciens pour produire "l'illumination" qui a ramené Chima à un état primordial et a piégé les chasseurs de glace dans la gorge de la profondeur éternelle dans la glace. Le mont Cavora a été soulevé dans le ciel et entouré d'un champ d'énergie, qui a isolé les phénix des nouvelles tribus de Chima. Il a également commencé à absorber l'humidité de l'air et à produire des chutes de Chi qui sont tombées à la surface. Les phénix ont sculpté la bouche des chutes dans des formes ressemblant aux huit nouvelles grandes tribus et aux animaux légendaires. La tribu des phénix est restée séparée de Chima et de ses affaires ... jusqu'à ce que les chasseurs de glace s'échappent de leur emprisonnement glacial.
Fluminox : il est le roi de la tribu Phénix et le père de Flinx. Pour certaines raisons, il a refusé de devenir le neuvième Phénix de la Grande Illumination.
Flinx : il est le fils de Fluminox. Bien qu'il soit âgé de plusieurs milliers d'années, il se comporte encore comme un enfant. Il ne finit jamais ce qu'il commence et ne fait que flemmarder. Au côté de Laval et ses amis, il devient peu à peu plus mûr. Finalement, il a l'honneur de devenir le neuvième Phénix de la Grande Illumination.

#### La tribu desLéopards
Lundor : il est le seul membre connu de la tribu Léopard. C'est l'historien de la cité oubliée. Il est très fier de ses taches mais n'aime pas que l'on le juge sur son apparence (en l’occurrence sur ses taches).

#### La tribu des Tigres
Tormak : père de Li'Eila et potentiellement chef de la tribu des tigres (car il est le tigre le plus connu, le plus intelligent et le plus fort). Vivant avec les phénix depuis des milliers d'années, Tormak jouera un rôle important lors de la saison 3 notamment lors de la capture de sa fille, puisqu'il sera métamorphosé pour devenir une panthère noire surpuissance, pratiquement invincible et pouvant créée elle-même du CHI pour devenir encore plus fort. Dans une demi-douzaine d'épisode, il passera sa vie dans le Royaume Oublié pour ensuite refaire apparition sous sa forme originale connue : celle de tigre.

### Les tribus des Glaces

#### La tribu desTigres à dents de sabre
Sir Fangar est le chef de la grande tribu de glace. Puissant mais parfois représenté comme assez victime, Sir Fangar est une créature pleine d'ambition et d'envie de glacer tout le royaume de Chima. Il ira si loin avec ses ambitions qu'il en viendra même à envahir le Mont Cavora (berceau de la Tribu de Feu) et à neutraliser Fluminox. Sir Fangar finit la série métamorphosé en animal sympathique redevenu gentil et inoffensif.
Stealthor est le lieutenant de la tribu des tigres à dent de sabre. Il est souvent représenté comme exécutant les ordres de son chef à la lettre. Stealthor est l'un des personnages les plus connus de la Tribu de Glace et il est l'un des plus forts.

#### La tribu desMammouths
Maula est la chef de la tribu des mammouths et la mère de Mungus et de Mottrot. Elle est représentée comme étant sadique avec son fils aîné Mottrot et au contraire très peu indulgente avec son dernier fils Mungus.
Mottrot est le fils aîné de Maula et le frère de Mungus. Il est intelligent mais c'est souvent à lui qu'arrivent des accidents. Il n'est pas aimé par sa mère qui préfère son frère. C'est un bon chasseur.
Mungus est le dernier fils de Maula et le petit frère de Mottrot. Il est bête, mais très aimé par sa mère, car c'est le personnage le plus fort et le plus grand de la tribu. Il surplombe tous ces adversaires et est capable de renverser des engins de guerre. Il porte un triple ceinturon de Chi ; il a donc fallu trois sphères de Chi pour le tirer de sa torpeur.

#### Tribu desVautours
Vardy est le chef de la tribu des vautours. Reconnaissable via l'ornement en forme de tiare qu'il porte, Vardy est une personne très patiente qui peut attendre que son adversaire se fatigue avant de l'achever. Sa patience est démontrée lors du "combat" entre les vautours et les ours, ce n'est que lorsque l'Ours Légendaire utilisera son souffle de feu pour répondre à un message envoyé par les autres animaux légendaire et qui par mégarde dégivra la zone où se trouvait les vautours que Vardy décidera de lancer son attaque.
Voomvoom et Vornon sont les seuls autres guerriers vautours nommé dans la série, si Voomvoom est bavard, Vornon est l'extrême opposé ne s'exprimant peu et répétant souvent la dernière phrase dite par Voomvoom sous un ton las. Ils sont aussi très malchanceux, malgré l'optimisme de Voomvoom, Vornon lui dira toujours que tout peux s'aggraver.

#### Tribu des Ours des glaces
Les ours des glaces n’apparaissent que dans le dernier épisode. Ils sont réveillés de leur sommeil de glace à la demande de Sir Fangar qui a besoin d’eux pour envahir le Mont Cavora. Tribu très puissante, capable de détruire tout, elle fait même peur aux Mammouths et aux Vautours qui essayent de convaincre Sir Fangar de ne pas les réveiller.

### Nomades
Dans Chima, il y a des personnages qui vivent seuls sans tribu.
- Dom de la Woosh est un paon nomade et un coureur de Speedor à la retraite. Il est narcissique et n'a jamais été adapté en Lego et n'est pas dans l'encyclopédie Chima [49]. On ne le voit que dans la série et le jeu vidéo Le Voyage de laval[50].
- Furty est un renard orphelin qui a dû se débrouiller seul[51]. Il aime arnaquer les gens si on y met le prix [51],[52],[53]. Furty est appelé Ferdie dans la description de l'ensemble 70111 L'ultime saut[54],[55].
- Skinnet est une mouffette nomade dont la tribu a disparu[49]. Il aimerait être plus souvent avec du monde mais reste à l’écart pour ne pas les déranger avec son odeur[56]. Il reste quelqu'un de sympathique[56].
- Plovar est un oiseau non-humanoïde mais qui parle. Il est le dentiste de la famille royale Crocodile[57],[58]. Il n'existe pas en Lego.

## Liste des épisodes
La série est diffusée sur Gulli et Canal J de 2013 à 2014,,.
- Épisode 1 : La légende de Chima
- Épisode 2 : La grande histoire
- Épisode 3 : La Revanche de Cragger
- Épisode 4 : Un voyage mouvementé
- Épisode 5 : La Course du Chi d'Or
- Épisode 6 : L' Attaque du repaire des Aigles
- Épisode 7 : La Lune de cent ans
- Épisode 8 : La Plus Grande Course de tous les temps
- Épisode 9 : La Colère des gorilles
- Épisode 10 : Le Pacte de la meute
- Épisode 11 : Les Voleurs de chi
- Épisode 12 : Exercice d'équilibre
- Épisode 13 : Des larmes de crocodile
- Épisode 14 : Faux Chi, vrais ennuis
- Épisode 15 : Les Corbeaux contre les aigles
- Épisode 16 : Une réunion qui tourne mal
- Épisode 17 : Laval en exil
- Épisode 18 : Le Nuage noir
- Épisode 19 : Les Chutes de Chima
- Épisode 20 : Pour Chima !
- Épisode 21 : Le Royaume Oublié
- Épisode 22 : La Toile géante
- Épisode 23 : le Voleur légendaire
- Épisode 24 : L'Aigle et l'ours légendaires
- Épisode 25 : L'Erreur de Laval
- Épisode 26 : Qui s'y frotte s'y pique !
- Épisode 27 : Rêves de feu
- Épisode 28 : L'Attaque du clan des glaces
- Épisode 29 : L'Appel de Cavora
- Épisode 30 : L'Épreuve du feu
- Épisode 31 : Le Croissant
- Épisode 32 : Tout feu tout flamme
- Épisode 33 : Le Joyau de la collection
- Épisode 34 : L'Effet «boule de neige»
- Épisode 35 : Le Métier du roi
- Épisode 36 : Une pente très très glissante
- Épisode 37 : La Relique
- Épisode 38 : Plus dure sera la chute
- Épisode 39 : Une étincelle d'espoir
- Épisode 40 : Les Ailes de feu
- Épisode 41 : Le Cœur de Cavora

## Musique
Le compositeur Anthony lledo (en) a composé la plupart des musiques,,. En 2013, le groupe de musique Finley a écrit trois chansons : Unleash the Power, Day of Glory et Horizon.